# Ġebel ġol-Baħar
Ġebel ġol-Baħar – domniemana świątynia megalityczna położona pod wodą u wybrzeży St. Julian’s na Malcie. Miejsce zostało zidentyfikowane w 1999 przez emerytowanego inwestora nieruchomości Huberta Zeitlmaira, zwolennika Zecharii Sitchina, ale nigdy nie została odpowiednio zbadana, a archeolodzy nie są przekonani, że znalezisko jest rzeczywiście świątynią.

## Miejsce
Miejsce znaleziska znajduje się na podwodnym płaskowyżu, około 2 km od wybrzeża St. Julian’s. Płaskowyż ma wymiary 900 m x 500 m, a jego najwyższy punkt wydaje się być wykonany przez człowieka i znajduje się 19 m poniżej poziomu morza.
W miejscu tym znajdują się duże głazy, które zdaniem Zeitlmaira nie są wytworem natury, lecz zostały wykonane przez człowieka. Są one pokryte roślinnością. Zeitlmair opisuje je jako grupę trzech kamiennych kręgów z „pokojami” o średnicy od 9 do 11 metrów, z partiami o wysokości od 6 do 10 metrów. Wejście do  budynku, do którego prowadzi „aleja”, jest skierowane na wschód. Na miejscu zaobserwowano również na dnie morskim ślady przypominające koleiny. Jego osąd nie mieści się w prehistorycznej chronologii Malty, ponieważ najwcześniejsze znane ludzkie osiedlenie na wyspie rozpoczęło się około 5900 p.n.e.

## Odkrycie
Miejsce to zostało odkryte 13 lipca 1999 przez Shauna Arrigo i jego brata Kurta, którzy pracowali pod kierunkiem Huberta Zeitlmaira, emerytowanego niemieckiego inwestora nieruchomości, zainteresowanego pseudoarcheologią. O odkryciu poinformowały lokalne media w październiku 1999, ale po pewnym czasie zainteresowanie tematem osłabło. Dalsze badania tego miejsca zostały przeprowadzone przez Zeitlmaira w listopadzie 1999 i maju 2000.
Zeitlmair uważa, że świątynia została zbudowana przez kosmitów około 10 000 do 12 000 p.n.e. i została zatopiona pod koniec epoki lodowej podczas biblijnego Potopu. Twierdzi, że kierowali nim pierwotni przodkowie, a mianowicie… Bóg Pa.tha-i-da.na Asu.ara tSi.dha oraz Bogini Asztar-tara Królowa Atlantydy, którą poznał na Malcie.
Miejsce to otrzymało nazwę „Ġebel ġol-Baħar”, co w języku maltańskim oznacza „kamienie w morzu”. Została również połączona z wyspą Atlantis, i Zeitlmair opublikował książkę na ten temat w języku niemieckim.

## Analiza
Maltańscy archeolodzy nie są przekonani, że miejsce to jest megalityczną świątynią. Inne osoby, które tam nurkowały, twierdzą, że głazy, które znajdują się na tym miejscu, nie są megalityczne, ale współczesne, które zostały nielegalnie wyrzucone.
Duncan Edlin w swojej recenzji książki Grahama Hancocka „Underworld” mówi: Odkrycia dokonał Hubert Zeitlmair, ale ze względu na zaangażowanie 'Palaeo-Astronaut Society' nawet Hancock podejrzewa, że historia jest żartem. Rzeczywiście, poszukiwanie tego miejsca przez Hancocka razem z Zeitlmairem, niedowidzącym Niemcem, który nie potrafi nurkować, oraz Shaunem i Kurtem Arrigo, maltańskimi braćmi, którzy nurkowali i sfotografowali to miejsce, okazuje się kłopotliwe. Zeitlmair był pewien, że miejsce to znajduje się 3 km od brzegu w Sliemie, podczas gdy Shaun Arrigo jest pewien, że było to tylko 1 km. Więc pomimo przeprowadzenia wielu nurkowań u wybrzeży Malty z pomocą braci Arrigo i Zeitlmaira Hancock ostatecznie przyznaje się do porażki w poszukiwaniach świątyni, którą odkrył Zeitlmair..
Mark Rose, dyrektor wydawniczy online Archaeological Institute of America, napisał, że Chronologia wydaje się być nieco pomieszana w interpretacji Zeitlmaira. Według strony internetowej widzi on powiązania między zatopioną „świątynią” a potopem Noego oraz wzrostem poziomu morza po zakończeniu epoki lodowej (okres, do którego, jak powiedział Maltamag, ma nadzieję, że badania wykażą datę powstania maltańskich świątyń). Ponadto obecność głębszych osadów piasku po zachodniej stronie „ruin”, od strony Gibraltaru, niż po wschodniej stronie jest uważana za wskazówkę, że zalanie Morza Śródziemnego przez wody Atlantyku (co rzeczywiście miało miejsce) było związane z zalaniem „świątyni”. Jednakże „potop śródziemnomorski” miał miejsce jakieś pięć milionów lat temu. Jeśli chodzi o budowniczych świątyń, Zeitlmair odwołuje się do Zecharii Sitchina.